# Платон Чумаченко
Платон Василиевич Чумаченко е български палеонтолог.

## Биография
Платон Чумаченко е роден на 27 май 1935 г. в  Бяла, Сливенско в семейството на емигрантите, лекаря Василий Чумаченко от Украйна (1893 – 1940) и Наталия Ченгер от Северна Добруджа (1902 – 1981). Основното и средното си образование получава във Френския колеж, а след неговото затваряне в Единно училище „Иван Вазов“, квартал Павлово, в град София, което завършва през 1953 г. През 1954 година е приет за студент по геология в Софийския университет. През 1959 г. се дипломира с квалификация геолог-палеонтолог с дипломна работа на тема: „Бележки върху геологията на северните склонове на пъстрината между селата Белотинци, Ерден и Бойчиновци, Михайловградски окръг“ Същата година започва работа като геолог в областта на геоложкото картиране в Управлението за геоложки проучвания в София. През 1960 г. постъпва като специалист в Геологическия институт на БАН, като израства до старши научен сътрудник I степен и се пенсионира през 2003 година. През 1971 г. защитава дисертация „Долноюрските брахиоподи в Западна Стара планина и Краището“, а през 1989 г. става доктор на геологическите науки с дисертация на тема „Юрските брахиоподи в северния и южния борд на Тетиса (биостратиграфия, палеоекология и таксономия)“.
Работил е като геолог-картировач в Северен Алжир (1970 – 1972) и като старши геолог на българската група в Международната геоложка експедиция в Монголия (1977 – 1979). Участвал е в изследванията на юрските седименти от дълбоките сондажи, прокарвани при търсенето на нефт и газ през 80-те години на 20 век. В периода 1971 до 1991 г. е водил лекции по палеоекология в Софийския университет „Свети Климент Охридски“.

## Научна дейност
Автор и съавтор е на повече от 240 публикации. Научните му интереси са насочени предимно към фосилната група юрски брахиоподи. Описва нови за науката таксони. Научните му приноси са в палеонтологията (брахиоподи и ихнофосили), стратиграфията, палеогеографията и палеотектониката на Юрската система в разкрития в България, Северен Алжир и Северна Монголия.
В последните години от живота се занимава с история на българската геология, както и изследва съдбата и жизнената дейност на руски геолози – белоемигранти.
Участва в уреждането и обогатяването на палеонтоложката колекция при Геологическия институт при Българската академия на науките.
Умира на 28 август 2019 г. в София.

## Избрани произведения
- Чумаченко, Платон. Върху някои въпроси на литостратиграфията на средната юра в част от Северозападна България //  Годишник на Софийския университет. Геолого-географски факултет. Книга 1 - Геология; Annuaire de l'Universite de Sofia. Faculte de geologie et geographie. Livre 1 - Geologie 69 (1).   1978. с. 171-192. Посетен на 11  декември 2024.
- Чумаченко, Платон. Средноюриски брахиоподи в областта на село Долни Лом, Видинско //  Годишник на Софийския университет. Геолого-географски факултет. Книга 1 - Геология; Annuaire de l'Universite de Sofia. Faculte de geologie et geographie. Livre 1 - Geologie 69 (1).   1978. с. 193-232. Посетен на 11  декември 2024.